# Premios Luis Alberto del Paraná
Los Premios Paraná son galardones entregados anualmente como premio a la excelencia en la industria de la televisión y radio en la República del Paraguay, organizados por el Sindicato de Periodistas del Paraguay. Fueron entregados por primera vez en diciembre en el año 1999. Además se entregan premios a lo mejor de la televisión por cable y a lo mejor del interior del país.
La ceremonia, que se realiza cada año, generalmente es acompañada de una cena, y reúne a los famosos y estrellas del espectáculo paraguayo. La mayoría de las transmisiones fueron realizadas en vivo, consiguiendo elevados niveles de audiencia y también, polémicas que repercuten antes, durante y después del evento. Desde su primera edición en 1999, los Premios Paraná han sido considerados los premios a la televisión y la radio paraguaya de mayor relevancia y reconocimiento dentro del país.

## Canales de Televisión

### TV Abierta
- Noticias PY (Canal 2)
- Paravisión (Canal 5)
- SNT (Canal 9)
- Trece (Canal 13)
- Paraguay TV (Canal 14)

### TV Paga
- Unicanal
- Noticias PY
- C9N
- GEN
- Mega TV
- América Paraguay
- Tigo Sports

## Radios

### Radios AM
- Radio Uno 650 AM
- Radio Caritas AM 680
- Radio Monumental 1080 AM
- Radio ABC Cardinal 730 AM
- Radio Primero de Marzo 780 AM
- Radio La Unión AM 800
- Radio Nacional del Paraguay 920 AM
- Radio Universo 970 AM
- Radio 1000 AM
- Radio Ñandutí AM 1020
- Radio La Deportiva 1120 AM

### Radios FM
- Radio Latina 97.1 FM
- Radio Canal 100
- Los 40
- Estación 40
- Radio Venus
- RQP 94.3 FM
- Radio Conquistador
- Radio Amor 95.9 FM
- Top Millenium 91.5 FM
- Corazón 99.1 FM
- Rock & Pop 95.5 FM
- Montecarlo 100.9 FM
- Farra 101.3 FM
- Exclusiva 103.7 FM
- Aspen 102.7 FM
- Popular 103.1 FM
- Emisoras Paraguay 106.1 FM
- Azul y Oro FM
- Nacional 95.1 FM
- Global Mix FM

## Ceremonias
| Años        |
| 2017 · 2018 |